# Max Gürke

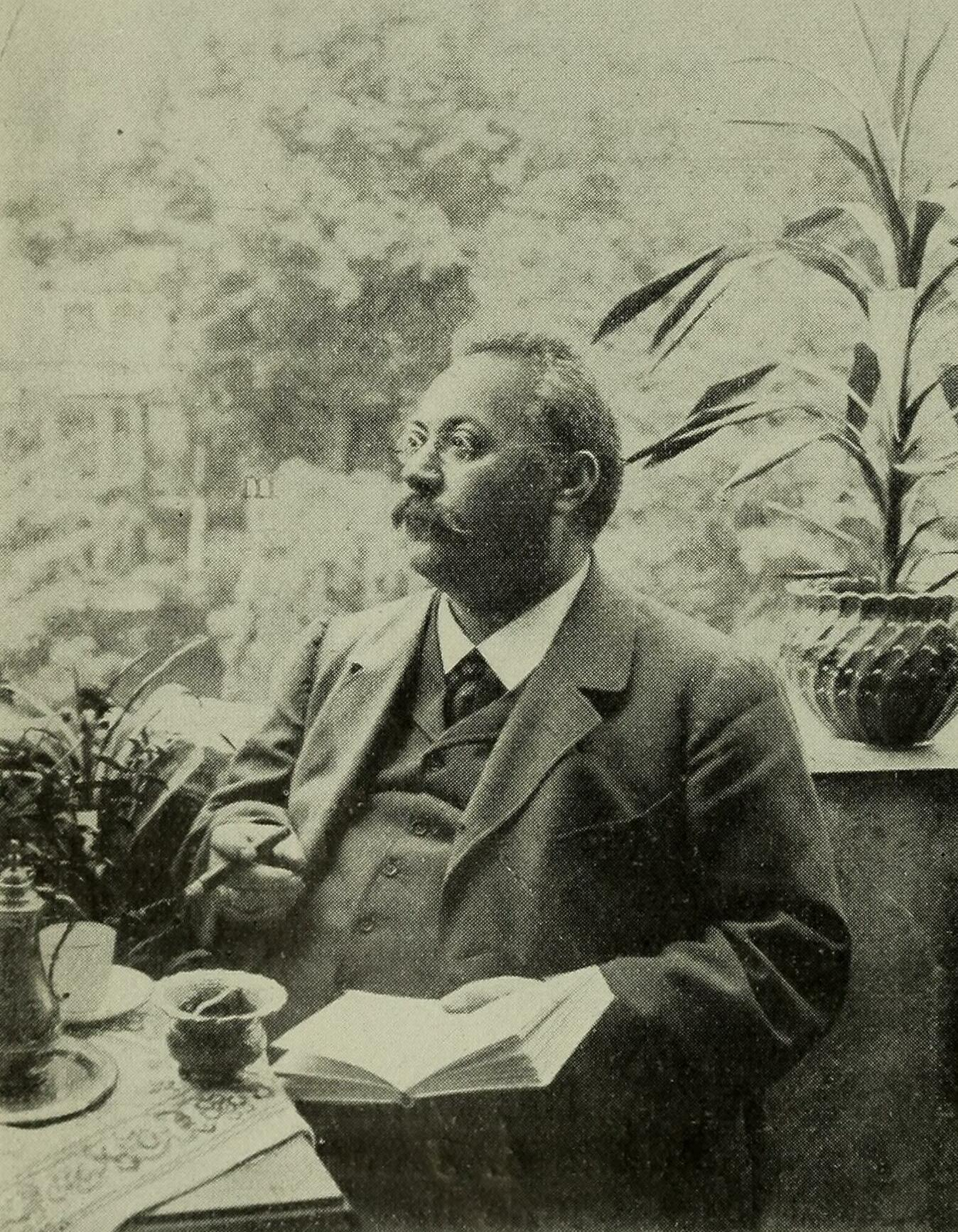
Max Gürke

Robert Louis August Maximilian Gürke (* 17. November 1854 in Beuthen; † 16. März 1911 in Groß-Lichterfelde bei Berlin) war ein deutscher Botaniker und Kakteenspezialist. Sein offizielles botanisches Autorenkürzel lautet „Gürke“.

## Leben
Er besuchte in Görlitz eine Realschule I. Ordnung und schloss diese am 1. September 1875 mit der Reife ab. Im Anschluss daran studierte er in Berlin Naturwissenschaften. Im weiteren Verlauf arbeitete er als Lehrer an einer Vorbereitungsanstalt für Fähnriche in Görlitz und 1886 trat er als wissenschaftlicher Hilfsarbeiter in das Kollegium des Botanischen Museums in Berlin ein. 1892 promovierte er in Göttingen zum Doktor philosophiae mit einer Arbeit über die Malvaceen. Daraufhin wurde er am 9. Juli 1892 zum Hilfskustos und bereits am 4. Januar 1893 zum Kustos des Berliner Museums ernannt. In Anerkennung seiner Verdienste wurde ihm am 15. April 1904 der Titel Professor zuerkannt und nach dem Umzug des Museums nach Dahlem der Roter-Adler-Orden IV. Klasse verliehen. Am 4. April 1906 wurde er die Leopoldina aufgenommen.
Von 1905 bis 1910 war er der 1. Vorsitzende der Deutschen Kakteen-Gesellschaft.

## Publikationen
Nach Karl Moritz Schumanns Tod gab er Blühende Kakteen heraus und bearbeitet den Teil zu den Malvaceae (1892) für die Flora Brasiliensis von Martius. Für die Die natürlichen Pflanzenfamilien (1887–1915) von Adolf Engler und Carl Prantl verfasste er die Teile zu den Hydrocharitaceae (zusammen mit P.F.A. Ascherson, 1889), zu den Melianthaceae (1895), zu den Ebenaceae und Styracaceae (1891) und zu den Boraginaceae (1893).

## Ehrungen
Nach Gürke benannte Karl Moritz Schumann die Pflanzengattung Guerkea aus der Familie der Hundsgiftgewächse (Apocynaceae).